# Blackburne (företag)

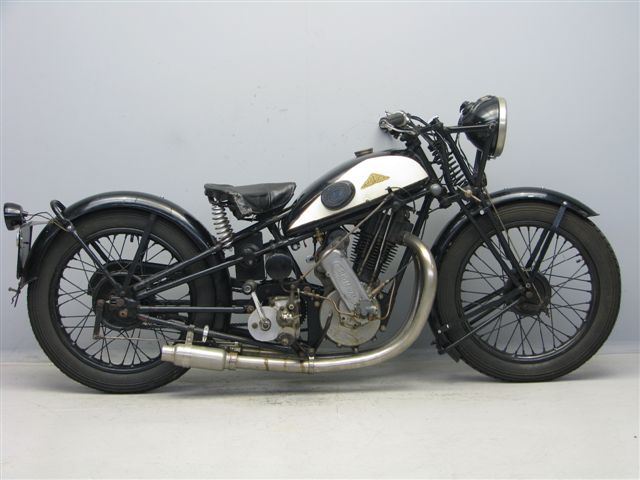
Cotton M25 Blackburne 500 cc OHV 1928.

Blackburne var en brittisk motorcykeltillverkare verksam åren 1913-1921. Man tillverkade motorer åt andra tillverkare av motorcyklar fram till 1937. En av dessa var den svenska tillverkaren Suecia. Man tillverkade även flygmotorer.